# Jan Klijnjan
Jan Klijnjan (Papendrecht, 1945. február 26. – Dordrecht, 2022. június 15.) válogatott holland labdarúgó, középpályás, csatár.

## Pályafutása

### Klubcsapatban
1963 és 1968 között a Dordrecht, 1968 és 1973 között a Sparta Rotterdam, 1973 és 1976 között a francia Sochaux labdarúgója volt. 1977-ben visszatért a Dordrechthez és 1979-ben itt fejezte be a pályafutását.

### A válogatottban
1967 és 1972 között 11 alkalommal szerepelt a holland válogatottban és két gólt szerzett.

## Statisztika

### Mérkőzései a holland válogatottban
| Hollandia | Hollandia            | Hollandia                         | Hollandia     | Hollandia | Hollandia     | Hollandia    | Hollandia | Hollandia      |
| #         | Dátum                | Helyszín                          | Hazai         | Eredmény  | Vendég        | Kiírás       | Gólok     | Esemény        |
| --------- | -------------------- | --------------------------------- | ------------- | --------- | ------------- | ------------ | --------- | -------------- |
| 1.        | 1967. szeptember 13. | Amszterdam, Olimpiai Stadion      | Hollandia     | 1 – 0     | NDK           | Eb-selejtező | -         |                |
| 2.        | 1968. április 7.     | Amszterdam, Olimpiai Stadion      | Hollandia     | 1 – 2     | Belgium       | barátságos   | 1         | 44'            |
| 3.        | 1968. május 1.       | Varsó, Lengyel Hadsereg Stadionja | Lengyelország | 0 – 0     | Hollandia     | barátságos   | -         |                |
| 4.        | 1968. május 30.      | Amszterdam, Olimpiai Stadion      | Hollandia     | 0 – 0     | Skócia        | barátságos   | -         |                |
| 5.        | 1968. június 5.      | Bukarest, Köztársasági stadion    | Románia       | 0 – 0     | Hollandia     | barátságos   | -         | 55'            |
| 6.        | 1968. október 27.    | Szófia, Levszki-stadion           | Bulgária      | 2 – 0     | Hollandia     | vb-selejtező | -         |                |
| 7.        | 1969. április 16.    | Rotterdam, Feijenoord Stadion     | Hollandia     | 2 – 0     | Csehszlovákia | barátságos   | -         | 46'            |
| 8.        | 1970. október 11.    | Rotterdam, Feijenoord Stadion     | Hollandia     | 1 – 1     | Jugoszlávia   | Eb-selejtező | -         |                |
| 9.        | 1970. november 11.   | Drezda, Rudolf Harbig Stadion     | NDK           | 1 – 0     | Hollandia     | Eb-selejtező | -         |                |
| 10.       | 1971. április 4.     | Split, Stadion pod Marjanom       | Jugoszlávia   | 2 – 0     | Hollandia     | Eb-selejtező | -         | 76'            |
| 11.       | 1972. május 3.       | Rotterdam, Feijenoord Stadion     | Hollandia     | 3 – 0     | Peru          | barátságos   | 1         | 20' (11-esből) |
|           | Összesen             |                                   |               | 11        | mérkőzés      |              | 2         | gól            |